# Puente del pantano Manchac
El puente del pantano Manchac es un doble viaducto de hormigón en el estado estadounidense de Luisiana. Con una longitud total de 36,69 km es uno de los puentes más largos del mundo sobre el agua. El puente sirve a la carretera interestatal 55 sobre el pantano Manchac en Luisiana y representa una tercera parte de la carretera en este estado. Fue abierto en 1979.